# Christian Paureilhe
Christian Paureilhe est un réalisateur, scénariste et producteur français né le 1er septembre 1947 à Paris.

## Biographie
Sa carrière débute en 1965 : il travaille d'abord comme assistant-stagiaire réalisateur ou assistant-stagiaire monteur, puis à la télévision comme chef-monteur et directeur artistique de la série Histoire et tendances du dessin animé.
Il réalise à 21 ans son premier long métrage, un film expérimental aidé par le GREC.
Il a produit la plupart de ses films, dont de nombreux documentaires pour la télévision, avec les sociétés CP Production puis Nord/Sud Productions qu'il a créée en 1994.

## Filmographie

### Courts métrages
- 1972 : Fil à fil
- 1975 : Caméra et Caméra 2
- 1981 : Chaz-chase
- 1982 : Aujourd'hui c'est la fête

### Longs métrages
- 1969 : La Plaine du Vivivouioui
- 1973 : Allégorie
- 1979 : Démons de midi

## Distinctions
- 1976 : Prix Jean-Vigo pour Caméra
- 1977 : Sélection de Carrara au Festival de Cannes[1] (film de 52 min diffusé sur Antenne 2 le 2 juin 1977)